# متسلسلة زيتونية مايسينية
متسلسلة زيتونية مايسينية (بالإنجليزية: Streptomyces olivomycini)‏ هي نوع من البكتيريا، إيجابية الغرام، تتبع المتسلسلة.